# Cleistanthus flavescens
Cleistanthus flavescens är en emblikaväxtart som beskrevs av Eugene Jablonszky. Cleistanthus flavescens ingår i släktet Cleistanthus och familjen emblikaväxter. IUCN kategoriserar arten globalt som nära hotad. Inga underarter finns listade i Catalogue of Life.